# Miscellaneous SC
Der Miscellaneous Sporting Club ist ein 1962 gegründeter botswanischer Fußballverein aus der Stadt Serowe. Aktuell spielt der Verein in zweithöchsten Liga des Landes, der Botswana First Division. Hier tritt der Verein in der Region North an.

## Erfolge
Botswana First Division (North): 2009/10  ▲, 2014/15  ▲

## Stadion
Seine Heimspiele trägt der Verein im Serowe Sports Complex in Serowe aus. Das Stadion hat ein Fassungsvermögen von 6600 Personen.

## Saisonplatzierung
| Saison  | Liga                            | Level                                        | Teams                                        | Platz                                        |
| ------- | ------------------------------- | -------------------------------------------- | -------------------------------------------- | -------------------------------------------- |
| 2009/10 | Botswana First Division (North) | 2                                            | 12                                           | 1. ▲                                         |
| 2010/11 | Botswana Premier League         | 1                                            | 16                                           | 13.                                          |
| 2011/12 | Botswana Premier League         | 1                                            | 16                                           | 11.                                          |
| 2012/13 | Botswana Premier League         | 1                                            | 16                                           | 11.                                          |
| 2013/14 | Botswana Premier League         | 1                                            | 16                                           | 15. ▼                                        |
| 2014/15 | Botswana First Division (North) | 2                                            |                                              | 1. ▲                                         |
| 2015/16 | Botswana Premier League         | 1                                            | 16                                           | 6.                                           |
| 2016/17 | Botswana Premier League         | 1                                            | 16                                           | 11.                                          |
| 2017/18 | Botswana Premier League         | 1                                            | 16                                           | 4.                                           |
| 2018/19 | Botswana Premier League         | 1                                            | 16                                           | 9.                                           |
| 2019/20 | Botswana Premier League         | 1                                            | 16                                           | 16. ▼                                        |
| 2020/21 | Botswana Premier League         | Keine Austragung wegen der COVID-19-Pandemie | Keine Austragung wegen der COVID-19-Pandemie | Keine Austragung wegen der COVID-19-Pandemie |
| 2021/22 | Botswana First Division (North) | 2                                            | 12                                           | 8.                                           |
| 2022/23 | Botswana First Division (North) | 2                                            | 12                                           |                                              |